# Дарьевский сельский совет (Белозёрский район)
Дарьевский сельский совет (укр. Дар'ївська сільська рада) — входит в состав
Белозёрского района
Херсонской области
Украины.
Административный центр сельского совета находится в 
с. Дарьевка
.

## История
- 1907 — дата образования.

## Населённые пункты совета
- с. Дарьевка